# Partaloa (kommunhuvudort)
Partaloa är en kommunhuvudort i Spanien.   Den ligger i provinsen Provincia de Almería och regionen Andalusien, i den sydöstra delen av landet, 400 km söder om huvudstaden Madrid. Partaloa ligger 540 meter över havet och antalet invånare är 584.
Terrängen runt Partaloa är kuperad norrut, men söderut är den platt. Runt Partaloa är det ganska glesbefolkat, med 47 invånare per kvadratkilometer. Närmaste större samhälle är Albox, 7,0 km öster om Partaloa. Omgivningarna runt Partaloa är i huvudsak ett öppet busklandskap.